# Sinceramente teu (álbum)
Sinceramente teu (en lengua castellana "Sinceramente tuyo") es el trigesimotercer disco LP del cantautor Joan Manuel Serrat cantado en lengua portuguesa, editado en 1986 por la compañía discográfica Ariola, con arreglos y dirección musical de Ricard Miralles. Para esta grabación, Serrat contó con la colaboración de grandes figuras de la música brasileña: Maria Bethânia, Raimundo Fagner, Gal Costa, Caetano Veloso y Toquinho. 
Todas las canciones compuestas por Joan Manuel Serrat (con traducción al portugués de Santiago Kovadoff) a excepción de Cantares, con letra de Antonio Machado y Serrat, Uma mulher nua e no escuro con letra de Mario Benedetti, y Para la libertad, con letra de Miguel Hernández.

## Canciones que componen el disco
1. Sinceramente teu, con Maria Bethânia - 4:12
2. Eu me dou bem com todo o mundo - 2:09
3. Cantares, con Raimundo Fagner - 3:14
4. Barquinho de papel - 3:01
5. Não faço mais do que pensar em ti, con Gal Costa - 3:08
6. Fiesta - 2:25
7. Cada qual com sua mania, con Caetano Veloso - 5:36
8. De vez em quando a vida - 3:29
9. Uma mulher nua e no escuro - 3:45
10. Aquellas pequeñas cosas, con Toquinho - 2:17
11. Para la libertad - 2:49